# 矮水竹叶
矮水竹叶（学名：Murdannia spirata）为鸭跖草科水竹叶属的植物。分布在斯里兰卡、印度尼西亚、太平洋岛屿、菲律宾、台湾岛、印度以及中国大陆的海南、福建、云南、广东等地，生长于海拔1,100米至1,000米的地区，一般生长在林下、湿润荒地及溪边沙地中，目前尚未由人工引种栽培。